# (39438) 2218 T-3
2218 T-3 (asteroide 39438) é um asteroide da cintura principal. Possui uma excentricidade de 0.17077950 e uma inclinação de 6.00163º.
Este asteroide foi descoberto no dia 16 de outubro de 1977 por Cornelis Johannes van Houten e Ingrid van Houten-Groeneveld e Tom Gehrels em Palomar.